# Сан Марино на Европском првенству у атлетици на отвореном 2014.
Сан Марино је учествовао на Европском првенству у атлетици на отвореном 2014. одржаном у Цириху од 12. до 17. августа. Ово је било шесто европско првенство у атлетици на отвореном на којем је Сан Марино учествовао. Репрезентацију Сан Марина представљало је двоје спортиста који су се такмичили у две дисциплине.
На овом првенству представници Сан Марина нису освојили ниједну медаљу, нити је оборен неки рекорд.

## Учесници
| Мушкарци: - Еуђенио Роси — Скок увис | Жене: - Мартина Претели — 400 м |  |

## Резултати

### Мушкарци
| Атлетичар    | Дисциплина | Лични рекорд | Квалификације | Квалификације | Полуфинале           | Полуфинале           | Финале               | Финале  | Детаљи |
| Атлетичар    | Дисциплина | Лични рекорд | Резултат      | Место         | Резултат             | Место                | Резултат             | Место   | Детаљи |
| ------------ | ---------- | ------------ | ------------- | ------------- | -------------------- | -------------------- | -------------------- | ------- | ------ |
| Еуђенио Роси | Скок увис  | 2,24 НР      | 2,19          | 8. у гр. Б    | Није се квалификовао | Није се квалификовао | Није се квалификовао | 16 / 23 |        |

### Жене
| Атлетичарка     | Дисциплина | Лични рекорд        | Квалификације | Квалификације | Полуфинале            | Полуфинале            | Финале                | Финале       | Детаљи |
| Атлетичарка     | Дисциплина | Лични рекорд        | Резултат      | Место         | Резултат              | Место                 | Резултат              | Место        | Детаљи |
| --------------- | ---------- | ------------------- | ------------- | ------------- | --------------------- | --------------------- | --------------------- | ------------ | ------ |
| Мартина Претели | 100 м      | 12,02 (+1,8 м/с) НР | 12,68         | 7. у гр. 1    | Није се квалификовала | Није се квалификовала | Није се квалификовала | 36 / 36 (37) |        |